# 쿨리에리
쿨리에리(Cuglieri, 사르데냐어: Cùllieri)는 이탈리아 사르데냐 주 오리스타노도에 있는 코무네이다. 칼리아리에서 북서쪽으로 약 120 킬로미터 (75 mi) 떨어져 있고, 오리스타노에서 북쪽으로 약 42 킬로미터 (26 mi) 떨어져 있다.

## 같이 보기
- 사르키투